# 小娘オーバードライブ
『小娘オーバードライブ』（こむすめおーばーどらいぶ）とは、笹本祐一作のSF小説。刊行は角川スニーカー文庫（角川書店）。イラストはむっちりむうにい。
1994年から1998年にかけて全4巻にて刊行され、その後2005年にソノラマノベルス（朝日ソノラマ）から新書版全2巻で再版され、2007年に同社から新作にあたる第3巻が刊行された。角川スニーカー文庫版とソノラマノベルズ版では一部設定やセリフの変更を行っている部分がある他、漫画スタイルのイラストも新規書下ろしのものに差し替えられている。また、ソノラマノベルズ版の1・2巻に書下ろし短編が1話ずつ収録されている。イラストを担当したむっちりむうにいによってコミカライズもされている。

## あらすじ
練馬区に住む高校2年生の坂井美帆は夏休みのバイトを探していたところ、町内会の掲示板に『正義の味方募集、時給五〇〇円』のポスターをみつけ、自宅に近いという理由で小石川研究所の「第一回正義の味方選出オーディション大会」を受ける。所長の小石川のぼるの「空も飛べず超能力もない普通人が正義の味方になる」というコンセプトに見事に合致した美帆は同級生のお嬢様・綾乃小路麗香らを退けて採用されることになった。美帆はのぼるが開発した銀色のパワード・プロテクターを装着して「正義の味方」として活動を始めることになるのだが、美帆をライバル視する麗香やのぼるの旧友・京志郎、更にのぼるとその研究を狙う勢力などを巻き込んで様々な事件と対峙する事になる。

## 登場人物
坂井 美帆（さかい みほ）
主人公。高校2年生の16歳。身長160cm。小石川研究所のバイト募集に応募して合格、正義の味方になった「普通人」。
パワード・プロテクター
のぼるが開発し、美帆が装着している正義の味方用の強化服（パワードスーツ）。銀色のノースリーブのレオタード・手袋・ブーツで構成され、通常は特殊なケースに収納されている。露出度が高く、「銀色のバニーガール」「銀色のコンパニオンスタイル」「銀色のレースクイーン」と評されるが、ミクロン単位の電子素子を織り込んだ超強化化学繊維で構成され、人間の力を数十倍に増幅し、7.62ｍｍの高速弾による衝撃をBB弾程度に弱めることができる。ただし、最大出力時の稼働時間は最大180秒である。
小石川 のぼる（こいしかわ のぼる）
享保まで遡るからくり・発明の名人の家に生まれ、祖父も父も研究者として海外で活躍している。彼もMITを経て日本電気に入ったが、人間関係で問題を起こした上にその独創的な研究を理解されずに日本電気を追われてしまう。そのため、自らの実家を「小石川研究所」として研究を続け、自分を認めない会社と世間に復讐するために正義の味方の募集を始めるが、美帆たちと出会って本物の正義の味方の活動を始めることになる。
綾乃小路 麗香（あやのこうじ れいか）
公家の末裔である綾乃小路財閥の当主の令嬢で美帆とは同級生。かつて自分の家庭教師であったのぼるに恋焦がれていたが、傘下の日本電気が彼を解雇したことを不快に思っている。のぼるの正義の味方を募集していると聞いて応募して美帆とともに最終選考に残り、全ての審査で美帆を上回ったにもかかわらず美帆が選ばれた。そのことで美帆をライバル視するようになり、日本電気で開発中のパワードスーツ「PC9801」で彼女を倒そうとするが、結果的にのぼるの活動に協力する事になる。
今和野 京志郎（いまわの きょうしろう）
のぼるの旧友。アメリカ軍の実行部隊にいたが人員整理でクビとなり、のぼるとの再会時は河崎重工練馬研究所の警備責任者であった。結局、のぼる達の起こした騒動でそこもクビになり、小石川研究所に転がり込んできた。肉体派であると同時にのぼるに対するツッコミ的役割を果たす。
坂井 涼子（さかい りょうこ）
美帆の母親。キャリアウーマン。
坂井 昭子（さかい あきこ）
美帆の妹。小学6年生。
小石川 研十郎（こいしかわ けんじゅうろう）
のぼるの父親。現在はアメリカの研究所でヒトゲノム計画などに関わっている医学者。妻（のぼるの母親）もカルフォルニア工科大学の教授をしている。小石川家の人々は普段は家族の行動には互いに干渉しないが、のぼるの危機の時には京志郎からの知らせを受けて駆けつけたことがある。
あやめ
小石川家（研究所）の地下に眠っていた少女。実はのぼるの曾々祖父にあたる小石川道羅ェ門が娘の死を悲しんで作ったクローン人間であった。
葛島 いぶき（くずしま いぶき）
河崎重工練馬研究所の所長。日本電気を追われた小石川のぼるをスカウトしようとする。
李 純麗（り じゅんれい）
台湾からやってきたのぼるのお見合い相手。若くして経済学の博士をもっている。ある計画を持ってのぼる達に近づく。
王 遷亮（おう せんりょう）
中国・崑崙山脈から来た男。「魔法使い」を自称して様々な術を使う。小石川道羅ェ門に会ったことがあるという。

## コミカライズ
イラストを担当しているむっちりむうにいによって『ファンタジーDX』（ふぁんデラ、角川書店）1996年1･3･7･8･10･11･12月号、1997年4･6月号に全5話掲載された。ストーリーは笹本祐一によるオリジナルで、メカデザインなどでそうま竜也が作画協力している。2014年に復刊ドットコムより、「新装版」として刊行されている。
1. 石神井池のドラゴン　- ふぁんデラ1996年1月号、3月号掲載
2. 三つの願い　- ふぁんデラ1996年7月号
3. 正義の味方は小休止　- ふぁんデラ1996年8月号
4. おちてきた星の子　- ふぁんデラ1996年10月号
5. ふぁんデラ1996年11月号、12月号、1997年4月号、6月号

## 既刊一覧
発行日は奥付に従う。

### 小説

#### 角川スニーカー文庫版
1. 1994年3月1日 ISBN 4-04-415001-X
2. 1995年11月1日 ISBN 4-04-415002-8
3. 誰も知らない戦争（上） 1997年4月25日 ISBN 4-04-415003-6
4. 誰も知らない戦争（下） 1998年4月1日 ISBN 4-04-415004-4

#### ソノラマノベルス版
1. 2005年10月30日 ISBN 4-257-01076-2（ISBN 978-4-257-01076-0）
角川スニーカー文庫第1・2巻及び書下ろし短編「怪獣の種」を収録
2. 2005年12月30日 ISBN 4-257-01077-0（ISBN 978-4-257-01077-7）
角川スニーカー文庫第3・4巻及び書下ろし短編「小石川研究所の日常的風景」を収録
3. 遅れてきた魔法使い 2007年3月30日 ISBN 978-4-257-01093-7

### コミック
原作:笹本祐一、作画:むっちりむうにい、作画協力:そうま竜也。下記2冊とも4話までしか収録されておらず、第5話以降の64ページ分は、単行本未収録。

#### 角川書店・アスカコミックスDX版
- 2000年12月25日 ISBN 4-04-852891-2

#### 復刊どっとこむ版
- [新装版] 2014年10月20日 ISBN 978-4-8354-5120-6
14年ぶりの復刊にあたり、全ての原稿が再チェックされ加筆修正された。また、むっちりむうにいのイラストをカラー&モノクロ合わせて全18点収録、カバーイラスト及び、原作と作画によるあとがきも新規描き下ろしされた。